# Reserva Caleta de Los Loros

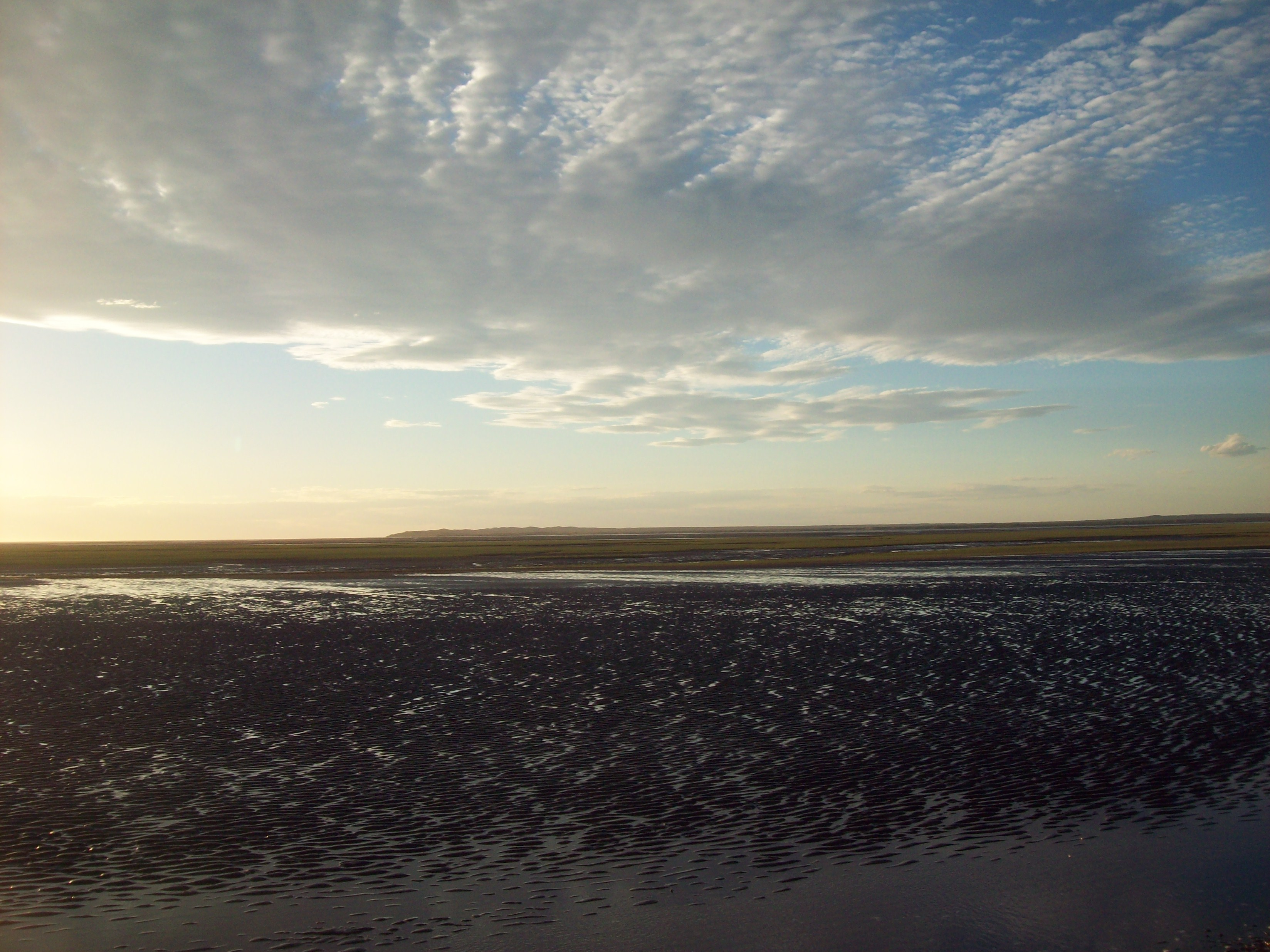
La Caleta de Los Loros, es un ambiente de marisma que se encuentra rodeada de dunas fijas y móviles de diferentes tamaños, así como también de playas de arena de escasa pendiente con gran extensión en marea baja y en el área central de la misma se hallan zonas de espartillar, que se ven al descubierto durante la bajamar

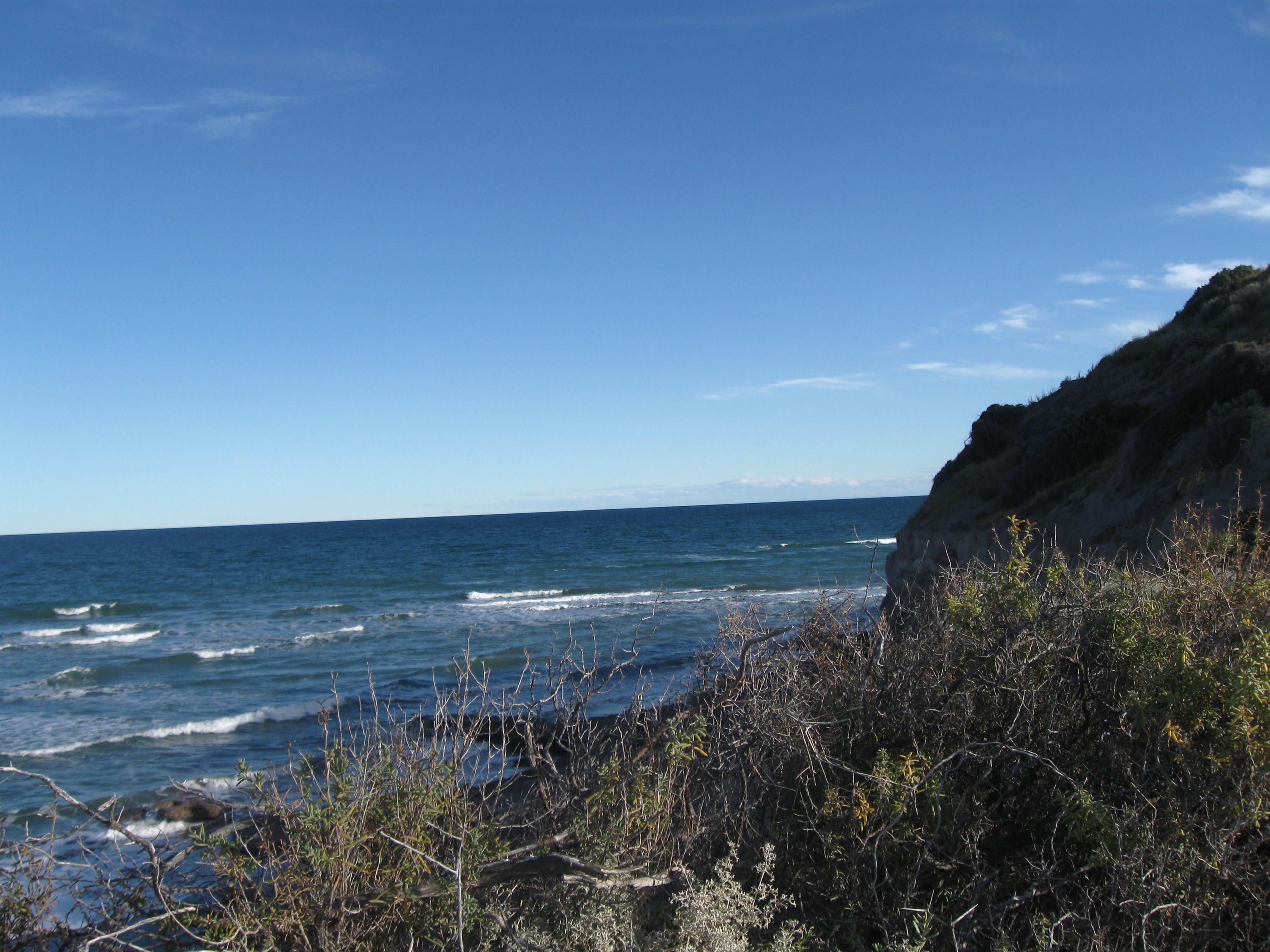
Cuando baja la marea, en los encharcamientos sobre el área rocosa es posible encontrar mejillones, algas, cangrejos, entre otras especies.

La Reserva Caleta de Los Loros o más precisamente Pozo Salado, Caleta de los Loros, Punta Mejillón es un área natural protegida ubicada sobre la costa atlántica de la provincia de Río Negro, específicamente sobre la costa norte del golfo San Matías, a unos 130 km de la ciudad de Viedma, departamento Adolfo Alsina, en la patagonia argentina. Desde el punto de vista fitogeográfico, corresponde a la ecorregión de Monte de llanuras y mesetas.

## Características generales
La reserva se extiende sobre una superficie de unas 9000 ha. de las que algo más de 4300 ha. son terrestres, aproximadamente en la posición 41°01′S 64°03′O / -41.017, -64.050.
Fue creada inicialmente en el año 1984, mediante la ley provincial 1840/84 con el objetivo de preservar las especies y la diversidad de la zona.

En el año 1998, mediante la ley provincial 3222 adquirió su estatus actual y los objetivos de protección se extendieron para incluir los valores paisajísticos y el patrimonio arqueológico, paleontológico y geológico de la zona.
En la actualidad, el plan de manejo de la reserva considera la creciente presencia de turistas y veraneantes, su utilización de recursos escasos, como el agua potable y su posible impacto sobre los recursos marinos, tales como moluscos, algas, etc.

## Flora
La cobertura vegetal no es el aspecto más destacado de la reserva. Responde al ambiente de costa con suelos que tienden a la salinidad, con amplio desarrollo de espartillares (Spartina) en las zonas anegadizas.

En otras zonas de medanales o suelos de meseta se encuentran chañares (Geoffroea decorticans), jarillas (Larrea divaricata), alpatacos (Prosopis alpataco) que alternan con especies de menor porte como la zampa (Atriplex lampa), el palo azul (Cyclolepis genistoides), el falso tomillo (Troncosoa seriphioides) y el olivillo (Hyalis argentea).

## Fauna
La riqueza y diversidad de la fauna presente en la reserva es uno de los principales objetivos de conservación.
En la zona de planicie y meseta relativamente alejada de la línea de marea, se encuentran ejemplares de gato montés (Leopardus geoffroyi), vizcacha (Lagostomus maximus), guanaco (Lama guanicoe), mara (Dolichotis patagonum), zorro de la pampa (Lycalopex gymnocercus) y peludo (Chaetophractus villosus), entre otros.
Las aves están ampliamente representadas en la zona costera. Se encuentran ejemplares de los chorlitos playeros rojizo (Calidris canutus), blanco (Calidris alba) y de doble collar (Charadrius falklandicus). En las áreas de abundantes espartillares se concentran flamencos australes (Phoenicopterus chilensis).

La amplia posibilidad alimenticia facilita la presencia de comunidades de gaviota cangrejera (Larus atlanticus), gaviota cocinera (Larus dominicanus), gaviota capucho café (Larus maculipennis), gaviotin sudamericano (Sterna hirundinacea) y el gaviotín golondrina (Sterna hirundo), a los que se suman los ostreros común (Haematopus ostralegus) y austral (Haematopus leucopodus), entre otras especies que obtienen su alimento del mar.
Los moluscos y crustáceos presentes en la reserva incluyen mejillones (Mytilus edulis), cholgas (Aulacomya atra), un par de variedades de vieiras (Chlamys) y ostras (Ostrea), los llamados "pulpitos" (Octopus tehuelchus) y cangrejos de arena (Ovalipes trimaculatus), entre otros.
La caleta es apostadero no reproductivo de lobos marinos de un pelo (Otaria flavescens) y en algunas oportunidades pueden registrarse elefantes marinos del sur (Mirounga leonina) y orcas (Orcinus orca).